# Homem de Neandertal
O homem de Neandertal (Homo neanderthalensis) é uma espécie irmã de Homo sapiens, com a qual o homem moderno conviveu. Surgiu durante o Pleistoceno Médio na Europa e no Médio Oriente há cerca de 400 mil anos e extinguiu-se há 28 mil anos, na Península Ibérica. As razões para a extinção dos neandertais ainda são debatidas, com diversas possíveis causas levantadas para este fenômeno. As teorias mais aceitas apontam para fatores demográficos como pequeno tamanho populacional e endocruzamento, cruzamento e assimilação por humanos modernos, mudanças climáticas, doenças e a combinação desses.
O fóssil mais antigo possivelmente pertencente à espécie data de há 430 mil anos. Evidências genéticas indicam que o último ancestral comum (LCA do inglês "Last common ancestor") entre H. neanderthalensis e H. sapiens viveu entre entre 550 e 765 mil anos atrás na África, e seria um representante de Homo heidelbergensis. Ambas as espécies conviveram após à migração de H. sapiens para a Eurásia, com o primeiro encontro das duas espécies tendo ocorrido a cerca de 80 mil anos no oriente médio, onde hoje se encontra Israel.
H. neandertalensis possui grandes porções de seu DNA similares às sequências dos humanos modernos. Além disso, o sequenciamento de DNA nuclear neandertal realizado desde 2006 e publicado a partir de 2010 mostrou um antigo “fluxo gênico” entre os homens neandertais e os homens modernos da Eurásia. Os humanos não africanos atuais têm entre 1,8 e 2,6% dos genes neandertais, adquiridos por hibridação há cerca de 50 mil anos, logo após sua saída da África, e mais de 30% do genoma neandertal sobrevive em toda a população atual em diferentes locais do nosso genoma. Acredita-se também que uma pequena parte desses genes adquiridos por hibridização que estão amplamente presentes em humanos tenham sido selecionados na nossa espécie por trazerem vantagens adaptativas.
Apesar da similaridade genética entre as duas espécies, e da ocorrência de hibridização entre elas, H. neanderthalensis e H. sapiens são espécies distintas que apresentavam diferenças morfológicas significativas. Quando comparados com humanos modernos, os neandertais apresentavam corpos mais robustos com mais reservas de gordura e maiores narizes para o aquecimento do ar, ambas características associadas a adaptação ao clima frio(a fixação dessas características, no entanto, poderia ter sido resultado de deriva genética). A capacidade craniana de homens e mulheres neandertais era em média de 1600 cm3 e 1300 cm3 respectivamente, o que é consideravelmente maior do que a média de 1400 e 1200 cm3 de humanos modernos. Além disso, o crânio de neandertais era mais alongado e o cérebro possuía lobos parietais e um cerebelo menor, mas com regiões temporais, occipitais e orbitofrontais maiores. Progressos relativos da arqueologia pré-histórica e da paleoantropologia, posteriores à década de 1960, descrevem-no como um ser de considerável cultura, mas eventualmente subestimada por alguns autores.
A cultura material e tecnológica dos neandertais era sofisticada em vários aspectos. Os neandertais produziam artefatos de pedra-lascada pertencentes a cultura musteriense, por meio da técnica de levallois. Além de ferramentas, também usavam o fogo, eram caçadores de topo e já cuidariam dos doentes. Há inclusive, quem neles reconheça capacidades estéticas e espirituais semelhantes às do homem atual, como as sugeridas por pingentes, pinturas, gravuras e possíveis sepulturas.

## Histórico

### Descoberta
| |  |  |
| Local das escavações de Neanderthal (antiga Kleine Grotte) e sua localização, no estado da Renânia do Norte-Vestfália, atual Alemanha |  |  |

Os primeiros achados de restos do homem de Neanderthal ocorreram nas grutas de Engis, na atual Bélgica (1829), por Philippe-Charles Schmerling, e depois na pedreira de Forbes, em Gibraltar (1848) - ambos anteriores à descoberta do espécime tipo, em uma mina de calcário situada no Neanderthal (em português, 'vale de Neander'), que fica entre as cidades de Erkrath e Mettmann, nas proximidades de Düsseldorf e Wuppertal, na Alemanha. A descoberta do espécime de Neanderthal ocorreu em agosto de 1856, três anos antes da publicação de A origem das espécies, de Charles Darwin.
O fóssil de Forbes foi descoberto na pequena gruta de uma pedreira. Esta descoberta é hoje considerada como o marco fundador da paleoantropologia. Pouco tempo depois, foram aí encontrados vestígios antropológicos de cerca de 500 indivíduos, sobretudo ossos, alguns dos quais bastante incompletos. O espécime de Forbes, classificado como Neandertal 1, era constituído por uma calota craniana, dois fémures, três ossos do braço direito, dois do esquerdo, parte do ilíaco esquerdo e fragmentos de uma omoplata e costelas. O achado foi atribuído pelos operários da pedreira a despojos de ursos e entregue ao naturalista amador Johann Carl Fuhlrott, professor em Elberfeld. Impressionado pelo crânio baixo e espesso, pelas arcadas supraciliares proeminentes, membros arqueados e curtos, Fuhlrott deduziu que deveriam ter pertencido a um ser humano muito primitivo. Levou os fósseis ao anatomista Hermann Schaaffhausen e, em 1857, a descoberta foi anunciada por ambos. Em 1858, Schaaffhausen descrevia-o como tendo pertencido "às raças humanas mais antigas", que datou em cerca de alguns milénios antes, o que daria origem a intensa polémica, já que a Teoria da Evolução ainda estava longe de ser aceita nos meios académicos.

#### Nome e classificação
O topónimo Neandertal, na denominação da espécie (ou subespécie), é alusivo a Joachim Neander (1650-1680), teólogo pietista que tinha por hábito fazer pregações entre as cidades de Erkrath e Mettmann, nas proximidades de Düsseldorf e Wuppertal, na atual Alemanha.
A expressão "homem de Neandertal" foi cunhada em 1863 pelo anatomista irlandês William King. Durante vários anos, houve um intenso debate científico quanto à denominação mais adequada, Homo neanderthalensis ou Homo sapiens neanderthalensis. Enquanto a primeira coloca os neandertais como uma espécie separada de H. sapiens dentro do gênero Homo, a segunda designação implicava os neandertais como uma subespécie do Homo sapiens (junto com Homo sapiens sapiens) ambos pertencendo à linhagem humana. Os estudos genéticos sobre o cruzamento entre H. sapiens e H. neanderthalensis levaram à discussão da possibilidade desse como uma subespécie sob a perspectiva do conceito biológico de espécie. Esse, no entanto, é um conceito limitado que ignora as diversas evidências de diferenciação morfológica e genética entre neandertais e humanos modernos.

## Ambiente
No que diz respeito ao ambiente em que o homem de Neandertal viveu, tem-se que, durante o período de existência nas regiões da Europa e Ásia ocidental, os neandertais ocuparam ambientes periglaciais severos, os quais os levaram a experienciar condições climáticas inéditas, marcadas por temperaturas baixíssimas.
Tais condições, inclusive, podem ser vistas como o cenário adaptativo que deu origem a muitas de suas características físicas como membros mais curtos e cérebro maior, favorecendo uma estrutura corpórea adaptada para reter calor e, portanto, fundamental para a sobrevivência no frio.
Durante o Pleistoceno Superior, há cerca de 50 mil a 30 mil anos, iniciaram-se algumas mudanças abruptas e severas no clima da Europa. Bank e colaboradores apontam que as diminuições nas temperaturas da superfície do Atlântico Norte levaram a mudanças bruscas na composição e estrutura da vegetação.
No geral, pode-se dizer que tais mudanças abruptas foram responsáveis por transformar o que antes eram ambientes de floresta em ambientes abertos, em sua maioria dominados por vegetação herbácea. Entre os principais cenários hipotéticos nessas condições, tem-se o Mediterrâneo ocidental tomado por condições extremamente frias e secas, apresentando vegetação semi-desértica há entre 40 mil e 38 mil anos. Já entre 38 mil e 36 mil anos antes do presente, condições suaves e úmidas se instalaram ao longo das margens do Atlântico, resultando no desenvolvimento de florestas decíduas; enquanto que nas regiões do Mediterrâneo ocidental os verões quentes e secos, em conjunto aos invernos úmidos, criaram uma floresta aberta.
As rápidas transições entre clima e distribuição da vegetação afetaram também a distribuição e adaptação de mamíferos, incluindo as populações de hominídeos.

## Coexistência com oHomo sapiens

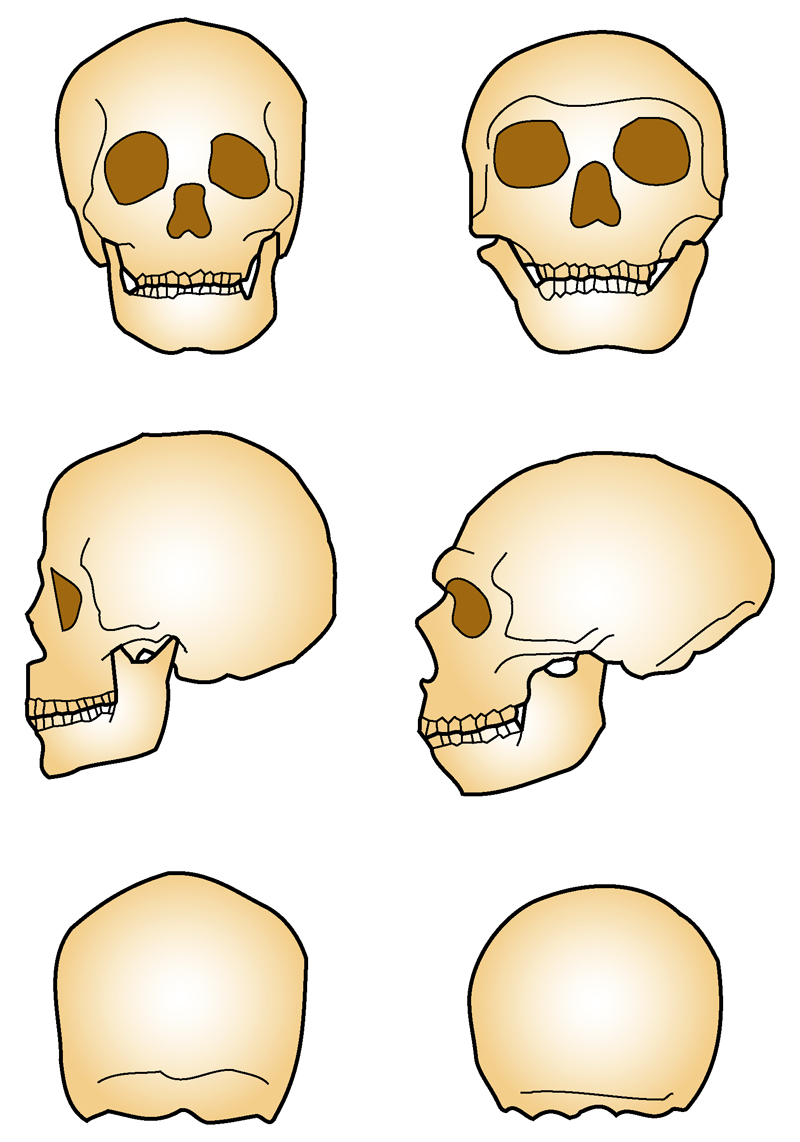
Comparação dos crânios do Homo sapiens (esquerda) e do Homo neanderthalensis (direita).

Existem dúvidas quanto à forma como decorreu a coexistência dos Homo sapiens com os Homo neanderthalensis em locais como no sul da Península Ibérica ou na Dalmácia. Há quem defenda que a baixa densidade populacional da época ou mesmo um certo tipo de segregação social pudesse ter garantido que as duas espécies não tivessem nem mesmo estabelecido contato. No entanto, ao longo dos últimos anos, muitos outros pesquisadores começaram a apontar indícios de que esses dois grupos não só teriam coexistido por certos períodos de tempo em alguns locais, mas também que os mesmos teriam se reproduzido sexualmente.

Dados arqueológicos sugerem que os neandertais e os primeiros humanos anatomicamente modernos podem ter se sobreposto inicialmente no Oriente Médio, e mais tarde pela Europa. Tendo em vista que apenas evidências de coexistência não seriam suficientes para elucidar muitas questões sobre as relações entre H. neanderthalensis e H. sapiens, a partir de resquícios de sequências genéticas encontradas em fósseis pertencentes aos ancestrais dos seres humanos modernos, pesquisadores concluíram que denisovanos, neandertais e os seres humanos modernos passaram por uma miscigenação genética durante a era glacial na Europa e na Ásia. Os genes de ambas as espécies humanas arcaicas estão presentes em muitas pessoas hoje em dia.

Distribuição geográfica e temporal do género Homo, sugerindo um cruzamento entre as espécies sapiens e neanderthalensis.

Através de análises genéticas é possível encontrar resquícios de sequências de DNA, que seriam correspondentes a de neandertais, presentes em seres humanos vivos nos dias de hoje. Esses resquícios podem compreender até 2% do genoma de uma pessoa, e estima-se que a junção de todos esses resquícios de DNA poderia corresponder a até 70% do que seria o genoma dos neandertais em sua totalidade.
Estudos publicados em março de 2016 indicam que o Homem Moderno se cruzou de fato com outros hominídeos, incluindo neandertais, em várias ocasiões. Um trabalho publicado em 2018 revelou que um pedaço de osso desenterrado de uma caverna em Denisova, na Rússia, pertencia a uma adolescente morta há mais de 50 mil anos. Evidências por similaridade genética indicam que sua mãe era neandertal, e seu pai era denisovano.

Outros autores, baseando-se na descoberta de um fóssil de um menino de quatro anos conhecido como o "Menino de Lapedo", em Vale do Lapedo, Portugal, crêem que está provada a ligação e cruzamento do Homo sapiens com o Homo neanderthalensis uma vez que as diferenças anatômicas e comportamentais entre neandertais e os primeiros humanos anatomicamente modernos eram sutis e não os impediam de serem considerados humanos. Tendo como base todas as evidências aqui apresentadas, atualmente acredita-se que as espécies H. sapiens e H. neanderthalensis tenham se reproduzido entre si, mas pouco se sabe ao certo como se deu a convivência entre esses dois grupos, e se foi a presença dos H. sapiens na Eurásia que provocou, de forma direta ou indireta, a extinção dos neandertais.

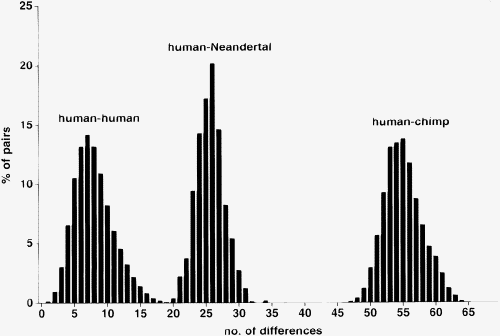
DNA humano moderno (esquerda) comparado com o do chimpanzé (direita) e do neandertal (centro).

## Extinção
A extinção do homem de Neandertal ocorreu provavelmente há entre 50 e 35 mil anos, demonstrando uma rapidez nas quedas populacionais. As hipóteses para explicar este fenômeno existentes envolvem competição com Homo sapiens, perda de variabilidade genética por fragmentação populacional, influência de mudanças climáticas e da vegetação e contato com patógenos. O tema ainda é amplamente debatido e estas possíveis causas de extinção não são mutuamente exclusivas, podendo cada uma ter contribuído para a extinção dos neandertais conjuntamente, ou atuando em momentos e locais diferentes nas populações da espécie, fazendo-se necessária a análise das causas de extinção de cada fragmento populacional da época.
Entretanto, é comum ver nessas discussões uma divisão das hipóteses sobre a extinção entre as que dão ênfase à competição com H. sapiens e as que dão ênfase aos fatores ambientais e patogênicos adversos. Algumas dessas hipóteses serão revisadas a seguir.

### Competição comHomo sapiens
Uma das primeiras e principais hipóteses acerca da extinção dos neandertais afirma que esta teria sido causada principalmente devido à competição com H. sapiens. Ela motivada pela observação inicial de que o período de desaparecimento dos neandertais coincidiu com a época da chegada de H. sapiens à Eurásia. Há evidências de que as duas espécies ocupariam um nicho ecossocial similar, o que teria levado as duas a uma competição por recursos na qual H. sapiens obteve melhor desempenho.
Algumas das possíveis vantagens adaptativas apresentadas por H. sapiens seriam uma melhor mobilidade devido à sua constituição óssea, uma maior fecundidade e tempo de gestação, que permitiriam um desenvolvimento de populações de crescimento mais rápido, uma possível maior resistência a patógenos e uma dieta mais abrangente, a qual permitiria a menor dependência de recursos específicos.
Há também possíveis vantagens competitivas relacionadas ao comportamento e cultura de H. sapiens, tais como o desenvolvimento de técnicas de caça mais eficazes. Outro estudo levanta a importância da confecção de roubas mais elaboradas por H. sapiens pode ter sido uma pré-adaptação comportamental que conferiu vantagem à espécie em comparação com os neandertais frente às condições climáticas variáveis da época. Por fim, há argumentos sobre uma cultura generalizadamente mais avançada em H. sapiens, dizendo que as tecnologias, redes sociais e linguagens desenvolvidos por essa espécie na época eram mais avançados, o que por sua vez seria um indício de maior poder cognitivo, o qual teria conferido vantagens no novo ambiente. Entretanto, diversos autores discordam dessa visão, afirmando que a cultura de H. sapiens na época de chegada na Eurásia não seria muito mais desenvolvida do que a neandertal. Ademais, sabe-se que o tópico de cultura neandertal ainda possui um amplo debate, mas que ainda assim a espécie possuía diversas tecnologias avançadas, linguagem, possível seleção e uso de plantas medicinais, além de se ser discutida a possibilidade da existência de uma cultura simbólica na espécie. Deste modo, ainda que houvesse um desnível entre as culturas das espécies competidoras, alguns autores questionam se isso seria de fato uma causa central para a extinção neandertal ou se essa influência poderia estar sendo superestimada.
Sendo por fatores biológicos ou culturais, ou uma combinação dos dois, a competição com Homo sapiens possui amplo apoio de pesquisadores. Além dos registros fósseis que demonstram a convivência entre espécies, há também estudos que fazem a modelagem matemática de previsão de resultado de interações entre as espécies e dos neandertais com fatores ambientais. Em um estudo de 2020 foi comparada a influência que mudanças climáticas e competição interespecífica teriam sobre a dinâmica populacional dos neandertais através de modelagens e conclui-se que a competição teria efeitos mais fortes que seriam capazes de explicar a rapidez do desaparecimento da espécie. Ainda assim, o estudo não descarta a importância de interação com o ambiente, dizendo que as quedas de temperatura e consequentes variações na vegetação poderiam ter causado extinções pontuais em algumas populações fragmentadas de neandertais. Entretanto, o fator mais generalizado e de maior importância para os autores mencionados seria a competição.

### Outros fatores
Em 2019, num artigo publicado na revista especializada The Anatomical Recordos defende que Neandertais podem ter sido fortemente afetados por infeções do ouvido. Para os Neandertais, esta condição significava muitas complicações, incluindo infeções respiratórias, perda de audição e pneumonia. Os antropólogos norte-americanos aperceberam-se que os ouvidos dos Neandertais se assemelhava aos ouvidos das crianças humanas, mas não alteravam conforme a sua idade. Para os Neandertais, esta condição significava muitas complicações, incluindo infeções respiratórias, perda de audição e pneumonia. Além das infecções de ouvido, há também estudos que, a partir de observações etnográficas de povos coletores-caçadores, trouxeram a possibilidade de a encefalopatia espongiforme transmissível ter sido uma outra doença que tenha contribuído para a redução populacional em neandertais. Esta doença causada por príons apresenta diversas variantes (sendo mais conhecida a variante bovina de nome popular "doença da vaca louca") causa sintomas neurológicos severos e, nos povos estudados, apresentou como principal rota de transmissão o canibalismo. É sabido que os neandertais praticavam canibalismo, e por isso os autores especularam que a doença poderia ter tido sua rota de entrada nos neandertais desta maneira e enfraquecido ainda mais populações neandertais já pequenas fragmentadas. Este trabalho entretanto é de caráter exclusivamente teórico, baseando suas inferências em modelos a partir de observações etnográficas, sendo que a hipótese carece de mais investigação arqueológica. Ele também coloca a infecção com a doença como apenas mais um dos fatores que podem ter contribuído para a extinção, e não o único ou mais importante dentre eles.
Durante o período de extinção dos neandertais, os territórios ocupados por eles encontravam-se numa época de glaciação. Apesar de os neandertais serem bem adaptados a baixas temperaturas, essa condição climática provoca várias mudanças no ecossistema, criando condições adversas generalizadas. Por isso, usualmente, estes períodos vem acompanhados de uma série de extinções. Estudos conduzidos sobre uma população neandertal do sul da Península Ibérica demonstraram forte correlação e possível causalidade entre o período de glaciação e o desaparecimento dos neandertais no local. É importante reiterar que estas forças que levam à extinção possivelmente não estariam agindo sozinhas, então a criação de um ambiente mais adverso pode ter resultado na intensificação da competição com H. sapiens, e a redução populacional pode ter aumentado a erosão genética das populações. Assim, a colaboração de fatores gerais e locais para a extinção dos neandertais deve ser considerada.
Por fim, outro fator que foi levantado como tendo sua importância para a extinção neandertal foi a dinâmica demográfica da espécie. Sabe-se que neandertais tinham populações menores e mais fragmentadas do que as populações de H. sapiens. Populações menores apresentam vulnerabilidade maior por motivos como menor variabilidade genética que permita a resposta a fatores ambientais e maior susceptibilidade a quedas de fertilidade. Um estudo mostrou que uma pequena queda na fertilidade de fêmeas poderia ter consequências expressivas a longo prazo para os tamanhos populacionais de neandertais. Essa perda de fertilidade é considerada como sendo plausível no ambiente de glaciação, com recursos mais escassos e a chegada do novo competidor H. sapiens. Além disso, com o contato com H. sapiens e a hibridização com esta espécie pode ter levado à formação de híbridos inférteis. Para H. sapiens, que possuía tamanhos populacionais maiores, isso não traria grandes consequências. Para os neandertais, porém, como tinham um tamanho populacional menor, a geração de prole infértil poderia comprometer grandemente as populações. Assim, o estudo concluiu que o tamanho populacional provavelmente constituiu uma força central na extinção neandertal.

## Características

### Anatomia

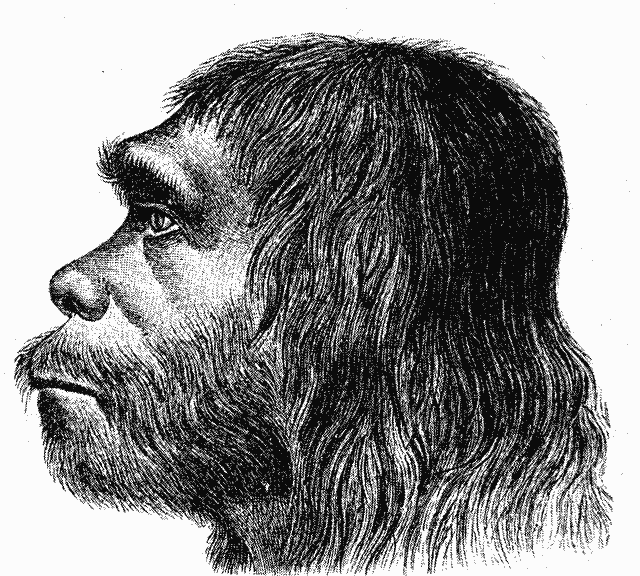
Recontrução facial de um Homo neanderthalensis
(Smithsonian Museum of Natural History)

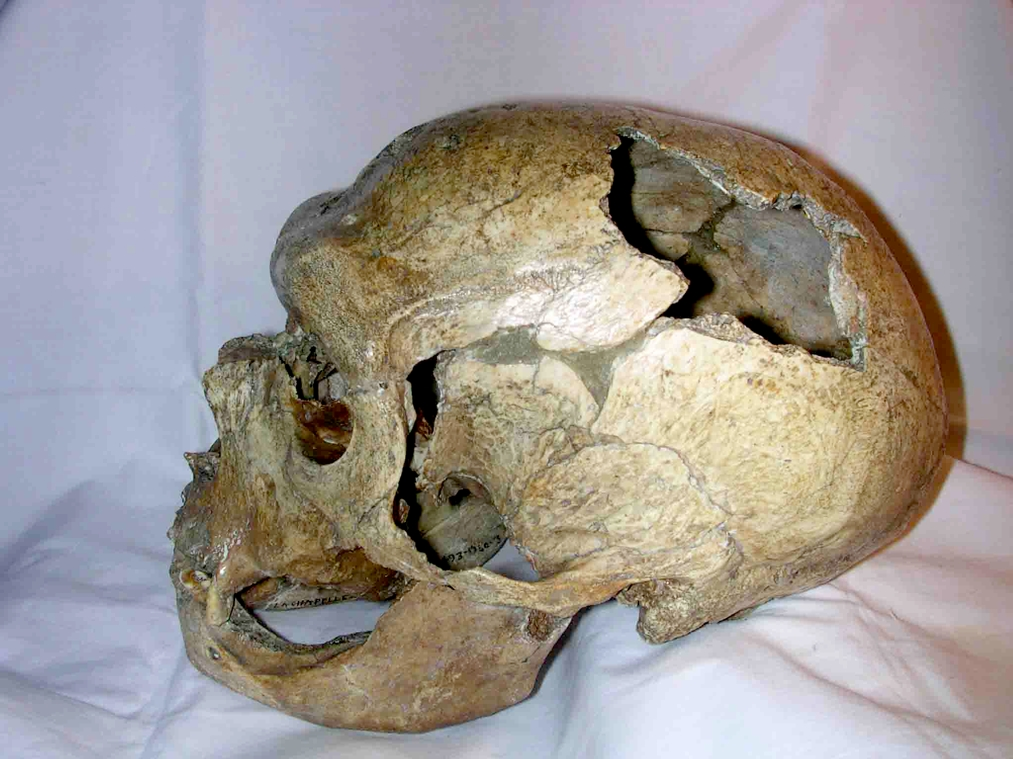
Crânio de homem de Neandertal, descoberto em 1908 em La Chapelle-aux-Saints (França)

De nariz curto, mas largo e volumoso, os neandertais estavam adaptados ao clima frio. Essas características, observadas nas modernas populações sub-árticas, resultam da seleção natural. Os neandertais teriam habitado em áreas próximas do Ártico. Seus cérebros eram aproximadamente 10% maiores em volume do que os dos humanos modernos. Em média, os neandertais tinham cerca de 1,65 m de altura e eram muito musculosos. Comparados com os humanos modernos, possuíam feições morfológicas distintas, especialmente no crânio, que gradualmente acumulou aspectos específicos, em particular devido ao seu relativo isolamento geográfico. A sua estatura atarracada pode ter sido uma adaptação ao clima frio da Europa durante o Pleistoceno. Nada se conhece sobre a forma dos olhos, orelhas e lábios dos neandertais. Por analogia, teriam pele muito branca, para um melhor aproveitamento do calor nessas frias latitudes da Europa. Estudos recentes revelam que alguns indivíduos eram de pele branca e de cabelo ruivo.
Segue uma lista de traços físicos que distinguem os neandertais dos humanos modernos. Nem todos esses traços servem para distinguir populações específicas de neandertais, de diversas áreas geográficas ou de diversos períodos da evolução, de outros humanos extintos. Por outro lado, muitos desses traços estão ocasionalmente presentes nos modernos humanos, sobretudo em determinados grupos étnicos.
- Crânio
  - Fossa suprainíaca (canal sobre a protuberância occipital externa do crânio)
  - Meio da face projetado para frente
  - Crânio alongado para trás
  - Toro supraorbital proeminente, formando um arco sobre as órbitas oculares
  - Capacidade encefálica entre 1 200 e 1 700 cm³ (levemente maior que a dos humanos modernos)
  - Ausência de queixo
  - Testa baixa, quase ausente
  - Espaço atrás dos molares
  - Abertura nasal ampla
  - Protuberâncias ósseas nos lados da abertura nasal
  - Forma diferente dos ossos do labirinto no ouvido
- Pós-crânio
  - Consideravelmente mais musculoso
  - Dedos grandes e robustos
  - Caixa torácica volumosa e saliente
  - Forma diferente da pélvis
  - Patelas grandes[84]
  - Clavícula alongada
  - Escápulas curtas e arqueadas
  - Ossos da coxa robustos e arqueados
  - Tíbias e fíbulas muito curtas[85][86]

As mulheres seriam igualmente robustas ou, talvez, ainda mais.

#### Sistema Locomotor
O tamanho dos membros inferiores (MMII) é utilizado como caractere de diferenciação para linhagens de hominíneos. Porém, além de classificar utilizando essas medidas, podemos inferir sobre a qualidade das habilidades motoras básicas como a eficiência da marcha, comparando Neandertais (Homo neanderthalensis) e humanos modernos (Homo sapiens).
Sabe-se que o comprimento dos MMII de Neandertais era menor que o dos humanos da nossa linhagem, principalmente os segmentos distais. Há estudos que demonstram que um maior tamanho dos segmentos dos MMII em humanos modernos resulta em maior eficiência energética na habilidade de marcha e corrida. Essa característica pode ser extrapolada para os outros membros do gênero Homo e ainda pode ser usada para criar hipóteses de dispersão. Alguns autores entendem que o menor tamanho dos MMII de Neandertais é explicado como uma adaptação ao frio, porém essa não seria a única implicação dessa característica. O maior tamanho dos MMII conferiu à nossa linhagem uma maior eficiência em cobrir grandes distâncias se comparado ao tamanho dos MMII dos Neandertais.
Novos estudos considerando os habitats dos Neandertais acrescentaram um debate adicional. Talvez a adaptação do sistema locomotor para caminhadas em terreno plano não fosse tão vantajosa para esses hominíneos, já que ocupavam habitats montanhosos. Então, precisa-se considerar a caminhada em terreno inclinado para saber sobre a relação de eficiência energética e tamanho dos MMII. Nesse caso, parece que a relação entre distância percorrida e número de passadas é muito parecida, se não maior nos Neandertais do que nos humanos modernos, indicando um grau de eficiência maior para esse hominíneos com segmentos distais menores dos MMII em terreno inclinado.
Outras hipóteses consideram que a massa muscular bem desenvolvida dos Neandertais não seria uma adaptação ao frio, mas sim uma adaptação para caça. A elevada massa de músculo sugere que a contração executada pelos Neandertais supera a capacidade de potência de contração dos humanos modernos e, ao invés de uma capacidade de resistência (endurance) bem desenvolvida, que é característica da nossa linhagem, os Neandertais fossem adaptados à contrações mais anaeróbicas e com mudanças de direção, já que ocupavam habitats com muitas árvores e fauna abundante. Também vale ressaltar que alguns aspectos da articulação do joelho, mais especificamente da patela dos Neandertais (maiores e mais largas que dos humanos modernos), sugerem uma maior hipertrofia no músculo quadríceps femoral, utilizado em habilidades motoras de deslocamento.

## Cultura

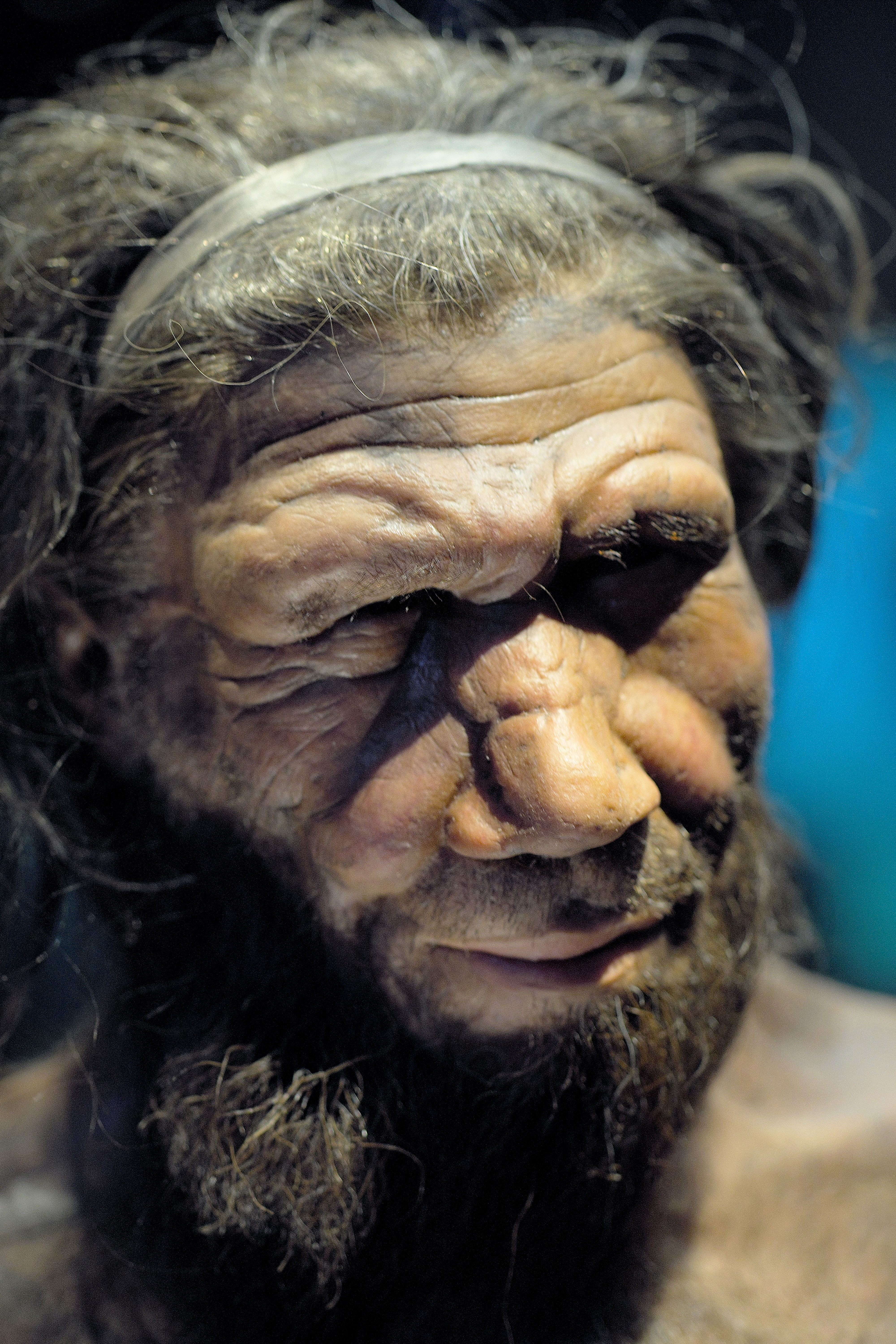
Representação de um neandertal do Museu de História Natural de Londres.

Cultura pode ser definida como sendo um conjunto de comportamentos, conhecimentos, normas sociais, saberes, valores e crenças compartilhado por um grupo de indivíduos. Essa definição abrange tanto comportamentos concretos, como a fabricação de artefatos de utilização no cotidiano, quanto comportamentos simbólicos, como a ocorrência de religião e rituais em um grupo. A fabricação de objetos por Neandertais é amplamente conhecida, sendo a indústria musteriense uma característica central do grupo.
Uma discussão frequente a respeito da cultura em Neandertais é se estes apresentavam ou não comportamento simbólico. O comportamento simbólico, definido como a capacidade de responder ou usar um sistema de símbolos significativos, é um importante indicativo da capacidade de comunicação por meio de linguagem, uma vez que a linguagem configura um sistema de símbolos significativos.
Evidências de comportamento simbólico em Neandertais podem ser encontradas em pinturas em cavernas, conchas e garras perfuradas (possivelmente usadas como adornos), uso de pigmentos, gravuras, entre outros. Contudo, não é claro se as pinturas e gravuras foram produzidas sem influência de Homo sapiens e nem se o uso de pigmentos era, de fato, simbólico.
Quanto ao uso de pigmentos, existem registros do uso de ocre vermelho, um pigmento vermelho composto principalmente por hematita, anteriores à chegada de Homo sapiens na Europa. Os primeiros registros do uso desse pigmentos por Neandertais são da região de Maastricht-Belvédère, Países Baixos, e datam entre 200 a 250 mil anos, mesmo período dos primeiros registros do uso do pigmento por Homo sapiens, evidenciando que o uso deste material provavelmente teve origens independentes em Neandertais e H. sapiens. Contudo, não é certo que o pigmento encontrado era, de fato, utilizado para fins simbólicos. Embora o ocre vermelho seja utilizado em pinturas em cavernas, pintura corporal e rituais fúnebres, seu uso não se resume a contextos simbólicos: preparação de couros e peles, medicamento, conservante de alimentos, repelente de insetos e filtro solar também são utilidades associadas ao ocre. Sendo assim, é necessário que os registros do uso de ocre por Neandertais sejam acompanhados de outras evidências que permitam inferir a forma como era utilizado. Os registros mais antigos de uso de ocre por Neandertais, por exemplo, são acompanhados de restos de animais e artefatos como raspadores, indicando uma possível atividade de preparação de peles no local, tornando o uso simbólico do ocre pouco provável nesse contexto.
Evidências de comportamento simbólico também podem ser vistas no uso de possíveis jóias. Objetos como conchas, garras e ossos perfurados já foram encontrados associados a restos neandertais, como uma concha fóssil de Aspa marginata que foi pintada e transportada por cerca de 100 km até o sítio arqueológico onde foi encontrada em Grotta di Fumane, Itália, há 47,5 mil anos; três conchas de, datando entre 120 e 115 milhares de anos, das espécies bivalves Acanthocardia tuberculata, Glycymeris insubrica e Spondylus gaederopus, perfuradas e pintadas com diferentes pigmentos encontradas em Cueva de los Aviones, Espanha; e uma concha de Pecten maximus com traços de pigmento laranja, em Cueva Antón, Espanha. Escavações em Châtelperronian, França, revelaram conchas, garras e dentes junto a restos de Neandertais, contudo a datação de tais objetos é incerta e existe a possibilidade de terem sido depositadas por Homo sapiens no local onde já haviam restos de neandertais.
Ainda sobre atividades simbólicas, um registro muito interessante é a Tidldbab, uma flauta de 43 mil anos encontrada em 1995, na Eslovênia. A flauta consiste em um fragmento oco de fêmur de urso com perfurações paralelas, regulares e equidistantes, o que formaria uma escala musical pentatônica ou diatônica.
Outros restos animais que indicam possível atividade simbólica são ossos com marca de uso antrópico. Ossos de espécies de aves que comumente não eram utilizadas na alimentação de nenhuma espécie do gênero Homo. Os ossos da asa de aves de rapina e corvos são encontrados com traços de manipulação o que, em comparação com os ossos do tronco não manipulados, indicam que o principal uso de tais aves era, provavelmente, a retirada de penas. Além disso, uma falange entalhada de alce-gigante (Megaloceros giganteus) foi encontrada em um sítio associado a neandertais. Os entalhes nesse osso apresentam um padrão geométrico de complexa produção, com marcas diferentes das causadas acidentalmente ou na manipulação após a caça. Junto a isso, a falta de um uso prático para a peça, o tamanho do animal e a raridade da espécie na região reforçam o seu possível caráter simbólico.

### Tecnologia
Os sítios arqueológicos compostos por jazidas com ocupações de homens de Neandertal do Paleolítico Médio, altura em que os neandertais terão atingido o auge da sua existência, mostram um conjunto de ferramentas menor e menos flexível em comparação com os sítios do Paleolítico Superior, ocupados pelos humanos modernos que mais tarde surgiram.
Esta cultura técnica, atribuída aos neandertais, designada como musteriense, consistia na produção de ferramentas de pedra lascada pelo desbastamento em leque de um bloco lítico inicial (ou núcleo): lascas a partir das quais se encadeava a produção de instrumentos diversos, como machados destinados a tarefas específicas, bifaces, raspadeiras, furadores e lanças. Muitas dessas ferramentas eram bastante afiadas. No Paleolítico Superior teriam desenvolvido uma cultura material mais complexa na tecnologia de talhe da pedra, designada chatelperronense e caracterizada pelo desdobramento do núcleo lítico em peças menores e mais manuseáveis. Um estudo mostra que os neandertais que vivem na Europa há cerca de 55 mil a 40 mil anos viajaram para longe de suas cavernas para coletar resina de pinheiros. Eles então utilizaram esse adesivo para colar instrumentos de pedra em alças feitas de madeira ou osso. Antropólogos evolucionistas na Alemanha, em 2020, confirmaram que os humanos modernos na Europa há pelo menos 45 000 anos ensinaram os neandertais a fazer colares com dentes de urso.
Há ainda indícios de que os neandertais usavam chifres, conchas e outros materiais ósseos para fazer ferramentas: uma indústria primária que passou a incluir, mais tarde, adornos de osso e pedra que alguns autores descrevem como imitação das técnicas do Homo sapiens, enquanto que outros lhes atribuem autoria própria.

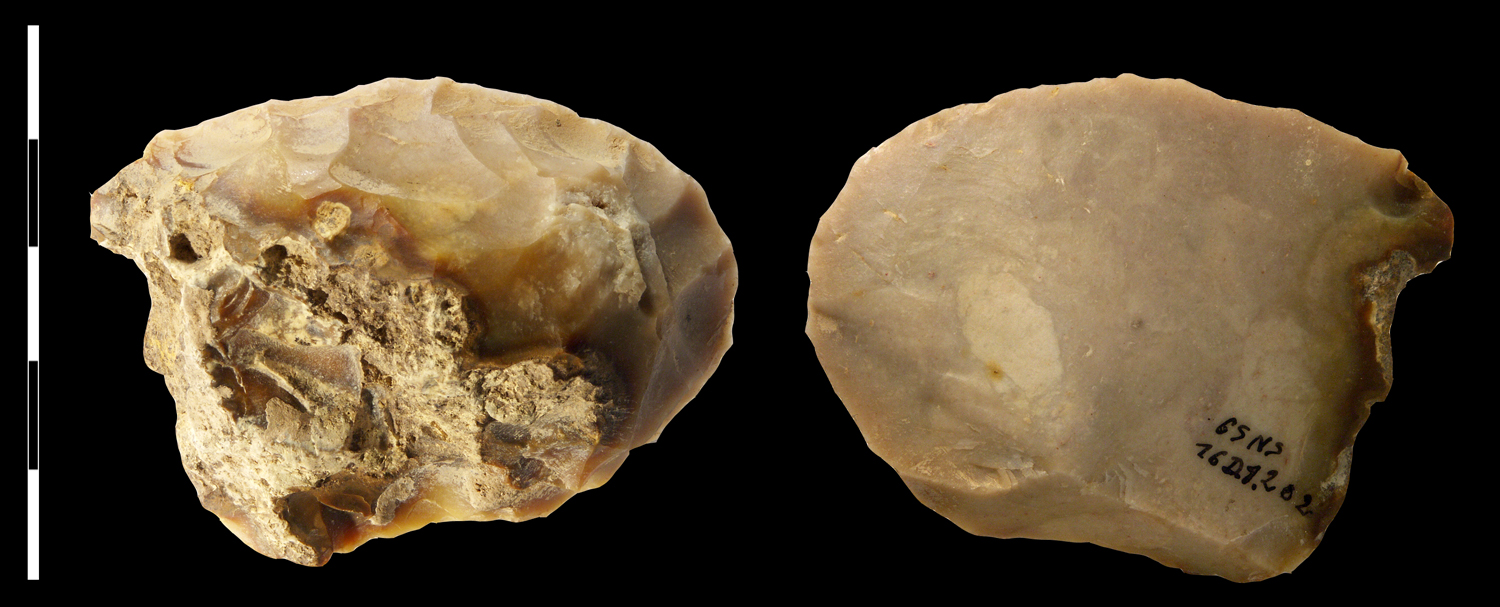
Raspadeira musteriense de sílex da caverna de Noisetier

Mesmo usando armas, não as arremessavam. Tinham lanças compridas de madeira com uma seta na ponta, mas não as lançavam. As lanças fabricadas para serem arremessadas eram usadas pelo Homo sapiens. De modo idêntico, os ritos funerários neandertais, embora implicassem enterrar os mortos, eram menos elaborados que os dos modernos humanos. Os neandertais também sabiam executar tarefas sofisticadas como as tradicionalmente atribuídas aos humanos: construir abrigos complexos, controlar o fogo, esfolar animais. Particularmente intrigante é um fémur de urso descoberto em 1995, na Eslovênia, junto de uma fogueira do período musteriense: um tubo com quatro furos em escala diatónica, uma flauta. Porém ainda existem debates acerca da natureza desse osso e se seria de fato uma flauta ou resultado de predação.
No sítio croata de Krapina datado de há cerca de 130 mil anos, entre muitos itens, uma rocha calcária partida foi escavada por Dragutin Gorjanović-Kramberger entre 1899 e 1905. A rocha foi analisada por especialistas que propuseram que ela foi coletada não para processamento adicional pelos neandertais, mas sim por causa de seus atributos estéticos, sugerindo que os neandertais eram capazes de incorporar objetos simbólicos em sua cultura. Em 2015, Prof Frayer publicou um artigo sobre um conjunto de garras de águia-rabalva do mesmo sítio Neanderthal que incluía marcas de cortes feitos para transformá-las em uma jóia, provavelmente, um colar. Em outros locais, os pesquisadores descobriram que eles coletaram conchas e usaram pigmentos em conchas.
Ferramentas características da cultura musteriense, datadas em cerca de 130 mil anos, encontradas nas ilhas gregas de Naxos e Creta sugerem que neandertais possuíam capacidade técnica, cognitiva e social para construir pequenas embarcações para fazer a travessia entre as ilhas e a terra firme. A média do nível do mar ao longo do Paleolítico era mais baixa do que atualmente, criando pontes de terra entre continentes e atuais ilhas pelas quais hominíneos puderam migrar. Porém, diferente de outras ilhas gregas onde também foram achadas ferramentas musterienses, Creta foi uma ilha longe da costa durante todo o Paleolítico, os neandertais da região provavelmente já sabiam como construir canoas simples para se deslocar até a ilha em uma viagem de menos de um dia. Naxos esteve conectada com terra firma por pontes de terra durante alguns períodos do Paleolítico e a datação dos achados e do nível do mar na época não é precisa suficiente para afirmar que a ocupação foi feita por navegação, mas devido a evidencias em outras ilhas gregas a possibilidade não é excluída. Serão necessárias melhorias nas técnicas de datação das ferramentas e do nível dos mares, assim como novas descobertas arqueológicas para melhor definir o uso da navegação por neandertais.

### Linguagem
Como foi mencionado anteriormente, diferentes populações de Homo neanderthalensis já interagiram com AMH (anatomically modern humans), que são antepassados bastante similares aos seres humanos atuais. Prova disso é que algumas bactérias (como a Methanobrevibacter oralis) e doenças foram transmitidas de uma espécie a outra. E nesses encontros, as culturas trazidas por cada uma dessa população também se encontravam, sendo transmitidas pela linguagem.
Atualmente, muitas das línguas possuem regras bem rígidas que nós seguimos a todo momento, como onde e qual artigo ou verbo usar para expressar aquela mensagem usando, mesmo sem perceber, habilidades como planejamento, memória e capacidade motora. Por nós termos essas habilidades, nossa cultura também pode se desenvolver, tornar-se complexa e passar para as demais gerações. Nós já sabemos que os Neandertais também possuíam uma cultura avançada, só sendo possível devido à comunicação dentro do grupo e com outros grupos e espécies. Por exemplo, eles se adaptavam a diferentes ecossistemas, enterravam seus mortos, construíram grandes estruturas, exploravam cavernas e utilizavam adornos como penas.
Os Neandertais possuíam aparato vocal desenvolvido, controle de respiração e sensitividade acústica, todas características presentes no homem moderno, assim como o volume coclear, a audição e o osso hioide também similares, apesar de diferenças anatômicas. Entretanto, é difícil comprovar a existência de uma língua pré-histórica. Apesar de já sabermos que os AMH possuíam língua, não podemos inferir que todos os hominíneos primitivos tinham também. Afinal, a evolução de uma língua requer uma interação complexa entre exaptação, reorganização, plasticidade fenotípica, adaptação e evolução cultural, podendo levar séculos e milênios. E a fala pode ser ainda mais complexa, pois envolve a movimentação coordenada de diversos músculos e ossos, além de conexões neurais com a língua, laringe e musculatura.
Quando consideramos as habilidades que uma espécie precisa ter para sobreviver em diferentes habitats desde o Ártico até o Mediterrâneo, vemos que os Neandertais usavam algum tipo de comunicação, ainda que rudimentar, capaz de passar informações sobre localização de presas, onde é seguro se reunir, fauna e flora, relações sociais e tecnologias. Então, apesar de que dificilmente poderemos ter contato com a língua neandertal em um futuro próximo, muitos pesquisadores acreditam que eles possuíam sim, linguagem.

### Sociedade

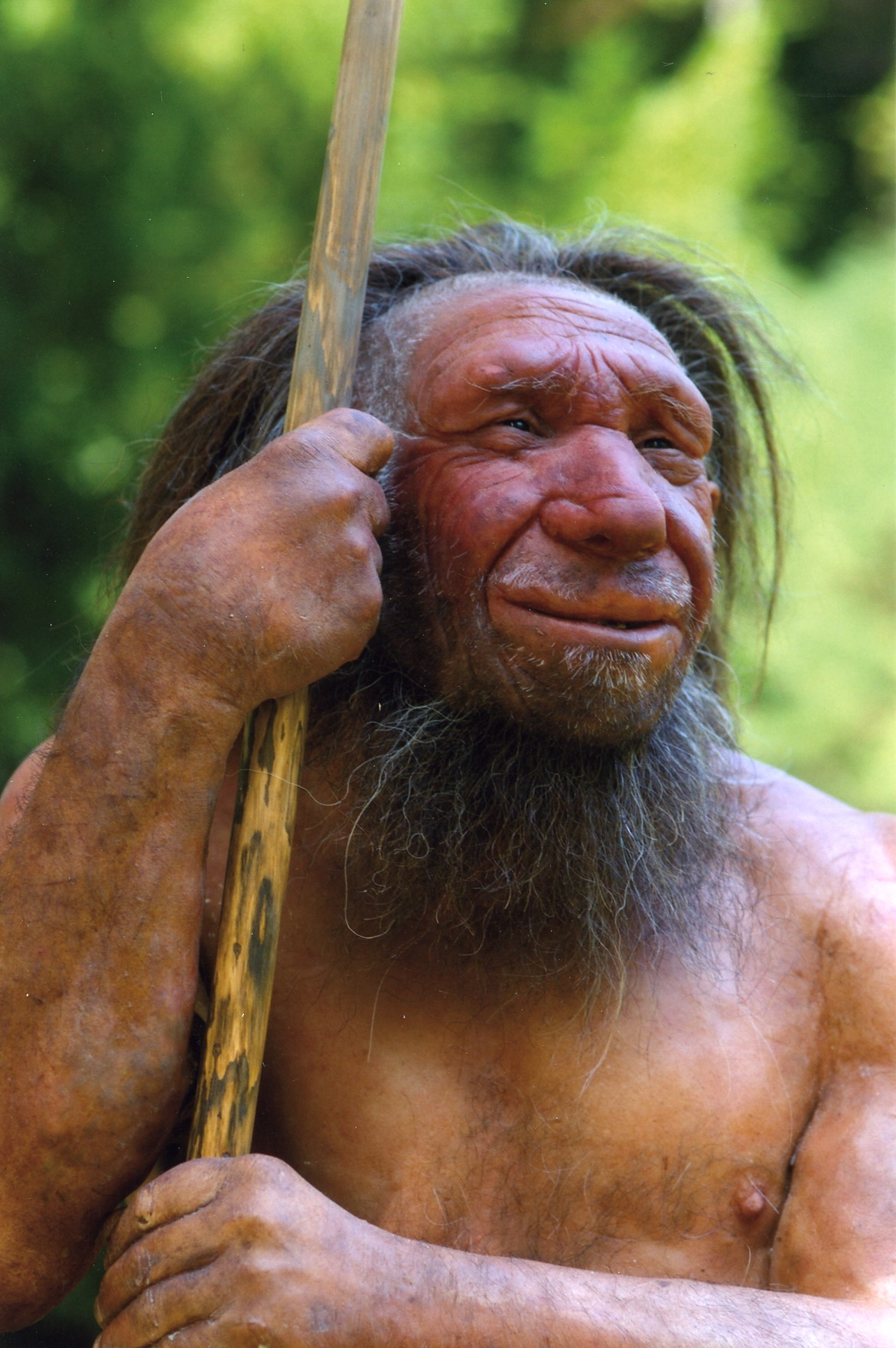
Representação de um Homo neanderthalensis.

A estrutura social do homem de Neanderthal era semelhante às sociedades modernas de caçadores-coletores de Homo sapiens. Como em nossa espécie, mostraram-se unidos por laços afetivos e possuíam habilidades como o altruísmo, já que cuidavam de indivíduos fracos ou doentes que, de outra forma, não teriam sobrevivido. No entanto, acredita-se que, com base no pequeno tamanho dos grupos e no estilo de vida nômade, os neandertais sentiam pouca predileção por se confraternizarem com grupos externos, concentrando as interações sociais em torno dos indivíduos do clã. Foram encontrados até restos que apontam para uma divisão do trabalho baseada no sexo do indivíduo. Pegadas de neandertais encontradas na Europa mostram 36 neandertais caminhando ao longo de uma praia, com as crianças pulando e brincando na areia.
A ideia tradicional postula que as crianças desta espécie recebiam menos atenção dos adultos em comparação com os humanos modernos, vendo a infância dos Neandertal como especialmente difícil e perigosa; Vários fósseis de jovens mostram a existência de ossos com sinais de doenças e feridas não curadas durante meses, até anos. No entanto, um estudo conjunto de 2014 entre pesquisadores do Centro de Paleoecologia Humana e Origem Evolutiva e do Departamento de Arqueologia da Universidade de York realizou um estudo no qual eles sugerem que os neandertais jovens tiveram uma maior integração dentro do grupo, e por estes receberam maior proteção que a proposta anteriormente. Esses indivíduos mostram maior simbolismo do que entre os adultos, incluindo o maior grau de elaboração de suas sepulturas. Dessa forma, a aparente falta de atenção na infância realmente mostraria as conseqüências de viver em um ambiente hostil.
Prova de compaixão entre os membros do mesmo grupo é a descoberta na Caverna de Xanidar, no Curdistão, de um indivíduo que teria alcançado a velhice apesar da amputação do antebraço, a presença de vários ferimentos na perna direita, cegueira de um olho e uma surdez congênita. A sobrevivência desse indivíduo teria sido impossível sem o cuidado de outros neandertais, já que suas várias feridas o tornaram uma presa fácil para os predadores.
O tamanho e a distribuição dos sítios de Neandertais, juntamente com a evidência genética, sugerem que os neandertais viviam em grupos muito menores e mais dispersos do que os do Homo sapiens anatomicamente moderno. Os ossos de doze neandertais foram descobertos na caverna El Sidrón, no noroeste da Espanha. Acredita-se que eles tenham sido um grupo morto e massacrado há cerca de 50 mil anos. A análise do DNA mitocondrial mostrou que os três homens adultos pertenciam à mesma linhagem materna, enquanto as três mulheres adultas pertenciam a diferentes linhagens maternas. Isto sugere uma estrutura social patrifocal onde os homens permaneciam no mesmo grupo social e as mulheres saiam do grupo em que nasciam.

### Estrutura dos assentamentos
Estimativas do número médio de indivíduos que formavam um assentamento podem utilizar diferentes métodos: comparações etnográficas com assentamentos de sociedades caçadoras coletoras de ambientes extremos atuais, análise da forma de ocupação do espaço, número de fogueiras em áreas de dormir, padrões de consumo de carne e estimativas de área de exploração do ambiente. O mais comum é encontrar pequenos grupos de 12 a 25 indivíduos, provavelmente relacionados uns aos outros (podendo chegar à consanguinidade em alguns casos) que frequentemente se movem pelo território. Outros achados apontam locais ocupados por até 30 indivíduos e pegadas ao longo de uma praia na Espanha apontam para um grupo de 36 indivíduos, um terço do qual eram jovens e crianças. No entanto, também foram encontradas ocupações de apenas um indivíduo ou grupos de 3, esses achados são geralmente atribuídos a acampamentos temporários de grupos de caça. Também não é excluída a possibilidade dos grupos de 12 a 25 indivíduos se associarem com outros em comunidades maiores em momentos específicos, como tempos de maior abundância de alimentos ou durante grandes migrações de animais. Se encontrados maiores indícios desses grandes agrupamentos ocasionais, isto seria um indicador de desenvolvimento da linguagem para maior organização social.
Tamanhos menores de grupos e falta do domínio completo do fogo foram conclusões muito comuns de estudos mais iniciais dos primeiros achados neandertais, quando cientistas se baseavam na teoria de que essa espécie, por ser diferente dos humanos atuais e estar extinta, seria mais primitiva, pouco inteligente e incapaz de realizar tarefas ou formar estruturas sociais mais complexas. Porém com um aumento nos achados arqueológicos da espécie e avanço das pesquisas, já é maior consenso na comunidade científica que os neandertais possuíam domínio do fogo e organizações sociais e espaciais mais complexas do que antes acreditado.
Assentamentos neandertais são quase sempre encontrados ao abrigo da entrada de cavernas e mostram uma estrutura básica com alguns locais bem delimitados, muito similar a atuais grupos aborígenes do deserto australiano. Uma área comum centrada em volta da fogueira principal, utilizada para aquecimento e preparo de alimentos ao longo do dia e áreas para dormir acompanhando as paredes da caverna, com pequenas fogueiras para se aquecer colocadas perto da cabeça a cada um ou dois indivíduos. Estimativas dessas organizações nos sítios de Abric Romaní, Tor Faraj e em Molodova I apontam para grupos de 13, 16 e 13-16 indivíduos respectivamente, mas se considerada a possibilidade da fogueira central também servir de aquecimento durante o sono as estimativas apontam para totais de 20 pessoas em cada uma das localidades. Um estudo anterior em Tor Faraj utilizando diferentes estatísticas apontou para um grupo de 12 a 15.
Essas formações de assentamento demonstram alto conhecimento de manuseio do fogo, em muitas cavernas foram achados minerais que facilitam a criação de fogo ou queima da madeira. As fogueiras posicionadas rente à parede das cavernas fazem com que a fumaça suba por ela e se disperse no alto criando uma melhor ventilação do acampamento. O entendimento dessa dinâmica foi importante para todas as espécies de hominínio que habitaram entradas de cavernas e utilizavam fogo, já que não se atentar para o fluxo de fumaça pode deixar o ar da caverna não respirável por muitos minutos.
Há duas importantes escavações de assentamentos que são exceção ao padrão de habitação em entradas de cavernas. O sítio arqueológico Molodova I na Ucrânia apresenta, além de ferramentas de pedra, traços de pigmentos e indícios de fogueira, diversos acúmulos de ossos de mamute. Uma destas acumulações é um arranjo circular de presas e outros ossos alongados, com algumas ferramentas e diversas fogueiras no centro, que foi arranjada intencionalmente. Esse local foi habitado sucessivamente por diversas gerações há mais de 44 mil anos, fazendo desse assentamento o mais antigo feito utilizando ossos de mamute. As diversas fogueiras e o acúmulo de ossos de ao menos 15 mamutes diferentes mostra que o local serviu de assentamento permanente mesmo que ao ar livre. No sítio de 'Ein qashish em Israel há diversos indícios de habitação por diversas vezes, embora que sempre por períodos curtos. O acampamento mostra indícios das mais diversas atividades: preparo de ferramentas de pedra, processamento de caça, preparo de alimentos. Até recentemente não era possível atribuir o local como habitação de neandertais ou Homo sapiens, já que ambas espécies coexistiram na região do Oriente Médio durante o período de ocupação do sítio. Porém recentemente foram descobertos ossos de ao menos dois indivíduos Homo neandertalensis no local, constituindo o primeiro resto anatômico de neandertal a ser encontrado em um acampamento a céu aberto. Análises do assentamento mostram ocupação persistente por grande período de tempo, embora não de forma contínua, isso é atribuído a um uso sistemático do local em conjunto com outros assentamentos em cavernas já descobertos pela região, compondo um mosaico de locais de habitação geral utilizado dependendo das condições ambientais do momento.

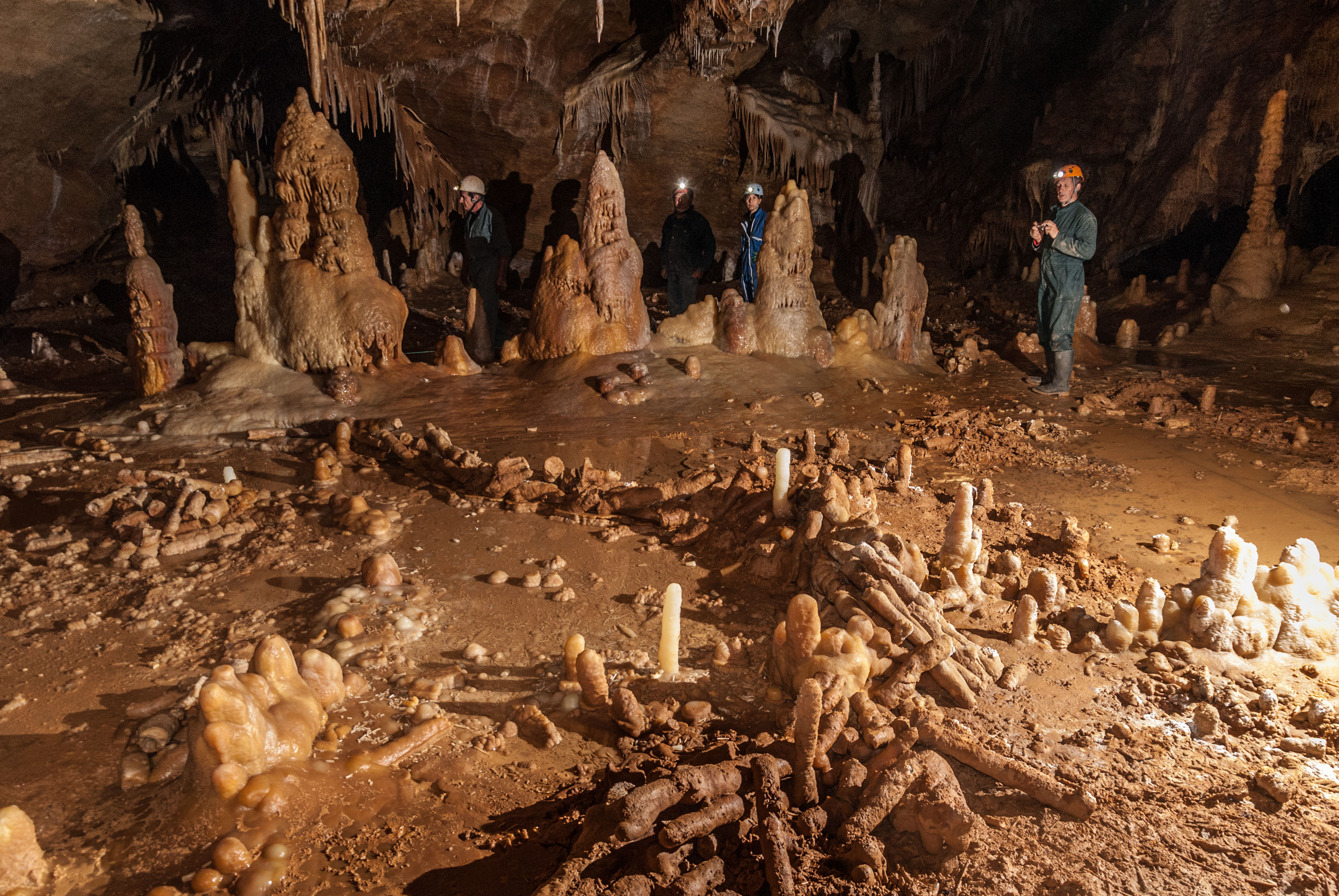
Estruturas circulares e de empilhamento na Caverna Bruniquel, França.

Uma construção neandertal de aproximadamente 175 mil anos de idade mostra um arranjo espacial similar de fogueiras, porém diferente em outros aspectos. Localizada em parte mais profunda na caverna de Bruniquel na França, dois círculos formados por estalagmites quebradas definem a área de aproximadamente 6 e 2 metros de comprimento, além de quatro pilhas de estalagmites. Vários pontos de fogueira foram encontrados, mas é incerto se também representam locais para dormir já que nenhum outro assentamento neandertal escavado ficam em locais caverna adentro, se limitando as áreas de entrada.

### Alimentação
Evidências apontam que os Neandertais mantinham uma dieta baseada em carne, sendo considerados como superpredadores. A maior parte da quantidade de proteína adquirida pelas populações vinha de presas caçadas como veado vermelho (Cervus elaphus), cavalos (Equus sp.), bisontes (Bison priscus), rinocerontes-lanudos (Coelodonta antiquitatis), e diversas outras espécies de médio e grande porte como mamutes e grandes bovídeos. Aparentemente, a caça era focada em presas adultas, diferente de outros predadores cursoriais, os quais focam em presas jovens ou mais velhas.
As quantidades de nitrogênio e carbono encontradas no colágeno de ossos fossilizados apontam que a ecologia trófica desses hominídeos se manteve bastante estável ao longo do tempo, constituindo-se principalmente pelo consumo de carne de grandes herbívoros, habitantes de ambientes abertos.
Além disso, há evidências de que os Neandertais teriam incorporado animais menores em sua dieta, tais como tartarugas, crustáceos, lebres, coelhose pássaros — hábito que se intensificou durante a transição climática observada no período entre Paleolítico Médio e Superior. Também existem evidências, reveladas pela análise isotópica de seus dentes e estudo de seus coprólitos (fezes fossilizadas) de que eles utilizavam recursos vegetais para sua alimentação, como legumes e tâmaras — conforme apontam resquícios encontrados nos cálculos dentais de Neandertais do Iraque e da Bélgica; e também sementes carbonizadas, nozes, pistache e até mesmo grama — segundo resquícios encontrados em cavernas de Israel.

### Reprodução

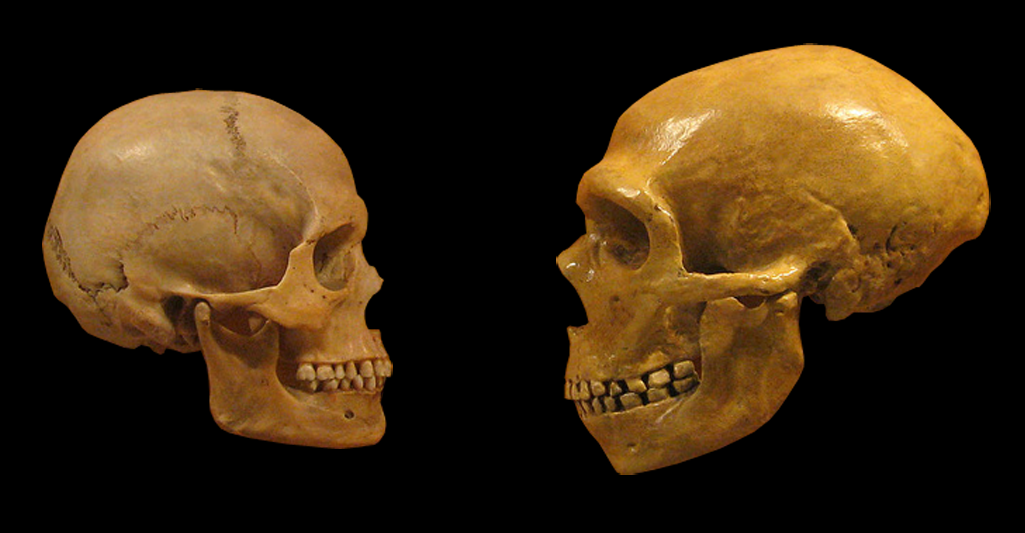
Crânios do Homo sapiens (à esquerda) e do Neandertal (à direita).

A reprodução entre membros da mesma família foi um dos fatores que levou à extinção. Num estudo publicado em Fevereiro de 2019 na revista Scientific Reports, paleontólogos, geneticistas e arqueólogos usaram os restos fósseis encontrados na gruta de El Sidrón, nas Astúrias, para estudar 13 indivíduos que viveram há 49 mil anos. Estes antepassados humanos desapareceram devido a "uma combinação de fatores ecológicos e demográficos, que incluiu a interação com seres humanos modernos". Viviam em grupos pequenos e praticamente isolados uns dos outros, o que levou à endogamia entre estes grupos e, finalmente, a uma grande diminuição da variabilidade biológica. Nos cerca de 2 500 vestígios fósseis que estudaram, os cientistas concentraram-se em várias partes do corpo e detetaram dezassete anomalias congénitas nos treze indivíduos. Pelo menos quatro tinham a mesma anomalia nas vértebras cervicais e vários apresentavam anomalias no osso do pulso.
Uma abordagem foi feita com base na modelagem demográfica. Os resultados sugerem que uma redução muito pequena na fertilidade pode explicar o desaparecimento da população de Neandertal. De acordo com esta pesquisa, esta diminuição não diz respeito a todos os neandertais femininos, mas apenas aos mais jovens (menos de 20 anos).

## Cultura popular

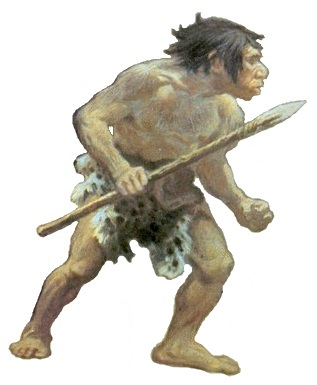
Homem de Neandertal de Le Moustier por Charles R. Knight (1920).

Os neandertais foram retratados na cultura popular, incluindo aparições na literatura, mídia visual e comédia. O arquétipo do "homem das cavernas" zomba dos neandertais e os descreve como personagens primitivos, corcundas, arrastadores de juntas, empunhando tacos, grunhindo e antissociais, dirigidos apenas pelo instinto animal. "Neandertal" também pode ser usado como um insulto.

### Literatura
- The Inheritors, de William Golding, conta sobre a reunião de um pequeno grupo de neandertais de um grupo de Cro-Magnons e seu resultado fatal.
- The Clan of the Cave Bear de Jean M. Auel, livro da série Os Filhos da Terra[150] conta as aventuras de Ayla, uma garota órfã de Cro-Magnon capturada por volta de cinco anos por uma tribo neandertal.
- Neanderthal: their time has come, 1996 de John Darnton: Conta de um encontro entre homens modernos e neandertais que sobreviveram até os dias atuais.
- Hominids: the Neanderthal parallax, 2002 de Robert J. Sawyer: História de um mundo imaginário onde os papéis do Homo sapiens e do homem neandertal são invertidos.
- The Ugly Little Boy de Isaac Asimov e Robert Silverberg: História de uma criança neandertal, trazida de volta aos tempos contemporâneos a serem estudados. Um conto científico e filosófico.
- Philip José Farmer na série Riverworld, descreve um neandertal com o nome de Kazz, como uma figura secundária.

### Histórias em quadrinhos
- Neandertal de Emmanuel Roudier, série de 3 álbuns de histórias em quadrinhos publicados entre 2007 e 2011.[151]

### Cinema
- A Guerra do Fogo, filme de Jean-Jacques Annaud, 1981, baseado no romance A Guerra do Fogo de J.-H. Rosny aîné (1909).[152]
- Humans, filme com Lorànt Deutsch lançado na França em 22 de abril de 2009.
- Ao, le dernier Néandertal, filme de Jacques Malaterre, lançado na França em 29 de setembro de 2010.[153]
- Uma Noite no Museu (série de filmes): um grupo de neandertais aparece várias vezes nos filmes.
- Iceman, filme de ficção científica com Timothy Hutton, Danny Glover e John Lone, lançado em 1984.
- Neandertal (filme, 2006).
- The Neanderthal Man, filme de 1953.

### Televisão
- Korg: 70,000 B.C., série de televisão da Hanna-Barbera (1974-1975).[154]